# رحلة إلى كوكب ما قبل التاريخ
رحلة إلى كوكب ماقبل التاريخ (بالإنجليزية: Voyage to the Prehistoric Planet) هو فيلم خيال علمي أميركي انتج عام 1965 من إخراج بافل كلوشانتسف، وتمثيل رونالد شتاين، روجر كورمان، جورج ماريون، باسل راثبون وتدور احداثه حول رحلة فضائية لمجموعة من العلماء إلى كوكب الزهرة حيث يجدون عالماً قديم يعود إلى ماقبل التاريخ.

## روابط خارجية
- رحلة إلى كوكب ماقبل التاريخ على موقع IMDb (الإنجليزية)
- رحلة إلى كوكب ماقبل التاريخ على موقع روتن توميتوز (الإنجليزية)
- رحلة إلى كوكب ماقبل التاريخ على موقع ألو سيني (الفرنسية)
- رحلة إلى كوكب ماقبل التاريخ على موقع أول موفي (الإنجليزية)
- رحلة إلى كوكب ماقبل التاريخ على موقع فيلمافينيتي (الإسبانية)
- رحلة إلى كوكب ماقبل التاريخ على موقع قاعدة بيانات الفيلم (الإنجليزية)
- رحلة إلى كوكب ماقبل التاريخ على موقع ليتربوكسد (الإنجليزية)
- رحلة إلى كوكب ماقبل التاريخ على موقع كينوبويسك (الروسية)